# Diego Maggi
Diego Maggi (Milano, 19 maggio 1977) è un tastierista, arrangiatore, compositore, produttore discografico e paroliere italiano.
Noto per la sua attività al fianco di gruppi e musicisti quali Elio e le Storie Tese, Dargen D'Amico, Verdena, Paola & Chiara, come autore delle musiche della serie TV Topo Gigio(2020) e come direttore musicale e compositore per grandi eventi internazionali. Sue le musiche per Heineken Wall of Opportunities (bronzo a Cannes Design 2013), lo show Enigma a Cinecittà World la cerimonia di apertura dell'America's Cup a Napoli, quella di chiusura dei XI Giochi paralimpici invernali di Soči, il World Holocaust Forum a Praga e delle cerimonie di inaugurazione e chiusura di Expo 2015 e della XXX Universiade.
È il pronipote del musicista Vittorio Mascheroni.

## Attività musicale
Intrapresa la carriera musicale ancora giovanissimo (il primo contratto da professionista, con gli Zerozen, lo firma appena finite le scuole superiori), negli anni ha svolto la sua attività come tastierista per progetti di primo piano nel panorama musicale italiano, ma anche polistrumentista (fagotto, bouzouki, mandolino, percussioni) come nel caso della band Dio della Love (celebri per il brano Ragazza Myspace, usato per il lancio italiano del portale myspace.com).

### Composizione e arrangiamento
Nel ruolo di compositore ha scritto numerosi brani e colonne sonore per il teatro e la televisione, come ad esempio la sigla del TG di All Music andata in onda dal 2004 al 2009.  Nel 2010 ha composto la colonna sonora dello spettacolo teatrale "Meraviglia" dei Sonics, team di acrobati e ballerini aerei, mentre nel 2011, assieme a Sandro e Franco Mussida ha prodotto ed eseguito le musiche de I Masnadieri per la regia di Gabriele Lavia. Sempre in ambito teatrale, dal 2004 è autore delle musiche per le piece del Teatro Erbaluce di Mario Donzuso, Valeria Fogato e Claudia Grava.
Cura inoltre l'arrangiamento del brano Sinan Capudan Pascià (nel disco "il Buon Viso e il Cattivo Gioco") dei Monopolio di Stato di Damiano Fiorella, che vince il premio De Andrè 2005 con il singolo Sai che c'è feat. Roy Paci. È produttore e polistrumentista del disco Anche il Più Ottimista  dei Brahaman che nel singolo d'apertura Superbia vede la partecipazione di Manuel Agnelli degli Afterhours.
Per il web, nel 2012 firma il celebre jingle "fischiato" per il sito Fanpage.it. A dicembre 2014 ha realizzato la musica e partecipato al video di Natale di Decathlon Italia, che ha superato le 200.000 visualizzazioni complessive.
Nel 2016 compone le musiche di sala per l'Acquario di Genova e produce inoltre l'EP Basta! di Lu Colombo feat. Keith Middleton degli Stomp, per cui scrive la musica del brano Notte di Mezzaluna.
Con Elio e Rocco Tanica, inoltre, è autore delle musiche del cortometraggio Lo specchio di Lorenzo prodotto da Rai e beQ entertainment. Con lo stesso Tanica firma poi nel 2024 le musiche per lo spettacolo teatrale Il Calamaro Gigante con protagonista Angela Finocchiaro.
A ottobre 2020 esce su Rai Yoyo la nuova serie animata da 52 episodi di Topo Gigio, per la quale scrive e produce sigle e musiche originali.

### Musica per eventi
Sotto il marchio Core-T-Zone del suo studio di produzione situato in Lombardia, nel quale collabora con Ludovico Clemente, sono numerosi gli eventi musicali dei quali gli è stata affidata la direzione musicale e la composizione.
Alcuni esempi:
- Nel 2014 è stato direttore musicale e compositore della cerimonia di chiusura dei XI Giochi paralimpici invernali che si è tenuta il 16 marzo 2014 presso il Fisht Stadium di Soči, Russia e trasmessa in Mondovisione.[5][6]
- Sempre in ambito sportivo, la cerimonia di apertura dell'America's Cup a Napoli (2012), le finali di UEFA Champions League a Milano (2016), il GP di Baku di Formula 1 (2016), la cerimonia Wembley 25 al Camp Nou per l'FC Barcelona, la Dubai World Cup 2017 e la cerimonia di chiusura degli Asian Para Games a Jakarta (2018). Nel 2019 è autore delle musiche per le cerimonie di apertura e chiusura delle XXX Universiadi a Napoli.
- La presentazione dei nuovi modelli di Volkswagen Golf a Valencia (2013), Maserati Levante a Roma e Milano (2016), Maserati MC20 sul web (2020).
- Gli eventi per il Fuorisalone del Mobile di Milano di Heineken (Wall of Opportunities nel 2013, vincitore di un bronzo a Cannes, e The Sub nel 2014), il Calzedonia Summer Show a Rimini (2013, trasmesso su Italia 1), la festa per i 60 anni di Accenture e i meeting annuali 2015 e 2016 di Google presso la Valle dei Templi di Agrigento. Nel 2018-2019 ha curato le musiche del Formula 1 Fan Festival alla Darsena di Milano e del Best FIFA Football Award presso il Teatro alla Scala.
- Ha inoltre composto le musiche della colonna sonora dello show permanente Enigma[4] presso Cinecittà World e La Divina Bellezza - Discovering Siena (2015) per il comune di Siena.
- Le cerimonie di inaugurazione e chiusura di Expo 2015 a Milano e la celebrazione del settantesimo anniversario dell'Olocausto durante il World Holocaust Forum a Praga.

### Altre collaborazioni
Collabora frequentemente con Rocco Tanica come sound designer e sparring partner nei suoi side project: sue per esempio le produzioni delle canzoni di Natale dal 2010 al 2013 di Radio DeeJay, il brano "la Fava dell'Anima" di Ubaldo Pantani, "Un sabato di me" di Virginia Raffaele, i temi originali del film I soliti idioti (tratto dalla fortunata serie di MTV Italia) e la canzone "Nuvolevolando", cantata da Angela Finocchiaro, Antonella Lo Coco, Laura Marinoni e Rosalina Neri per i titoli di coda del film Ci vuole un gran fisico. Nella stagione 2016-2017 del programma televisivo Colorado in onda su Italia1, è arrangiatore e produttore degli 'instant classics' eseguiti da Cristina D'Avena su testo sempre di Rocco Tanica.
È spesso chiamato ad eseguire il repertorio di Fabrizio de Andrè, sia con la band Mille Anni Ancora (Mario Arcari, Giorgio Cordini, Ellade Bandini, Eros Cristiani e altri) che nella produzione "Le Nuvole" del 2005 per Raiuno. Con Tommaso Leddi, Giulio Capiozzo ed altri ha suonato nella Monofonic Orchestra, ensemble di musica sperimentale guidato da Maurizio Marsico autore nel 1997 della colonna sonora del film "Stereo" di David Cronenberg.
Ha contribuito in veste di sound designer e consulente alla realizzazione e diffusione di diverse attrezzature audio professionali per Mark Of The Unicorn (MOTU).
Dal 2013, con il graduale abbandono dell'attività live di Rocco Tanica al fianco di Elio e le Storie Tese, suona al suo posto (e al posto di Vittorio Cosma, principale sostituto di Tanica) in alcune occasioni dal vivo e televisive.
Il 19 dicembre 2017 suona al Concerto d'Addio di Elio e le Storie Tese al Mediolanum Forum di Assago come terzo tastierista accanto a Vittorio Cosma e Jantoman. Accompagnerà poi stabilmente il gruppo per l'ultimo tour fino alla data dello scioglimento definitivo a Barolo il 29 giugno 2018.
Nel febbraio 2020 è direttore musicale dello spettacolo Una storia fantastica dedicato a Gianni Rodari per la regia di Francesco Micheli, con Elio e Rocco Tanica.

### IlGruppo Elettrogeno
Tastierista e autore all'interno della band milanese (con lo pseudonimo di Marchese DieGomorra), di cui è anche cofondatore, ha con essi affiancato Elena Di Cioccio e Nicola Savino nell'ultima edizione di Scorie su Raidue. Oltre all'attività live e televisiva, con questa formazione ha pubblicato l'album Varietà di Ricette per una Sana Alimentazione (2007), il cui titolo è ispirato allo spettacolo dal vivo Show Cooking in cui i musicisti durante l'esibizione cucinavano per il pubblico. Nel disco sono ospiti Elio, Eugenio Finardi e gli Area.

## Insegnamento
Attualmente affianca l'attività live e in studio con l'insegnamento di produzione e fonica presso il CPM di Milano, dove è anche responsabile dei corsi AFAM di "Composizione Pop Rock" e "Tecnico del Suono". Inoltre, è tra i docenti del corso "Electronic Music Producer".
Dal 2005 è docente di analisi musicale all'Accademia Teatro alla Scala di Milano. Insegna Piano Complementare alla Civica Scuola Claudio Abbado di Milano, indirizzo pop rock.
Nel 2021 produce per Lattes Editori le 100 cover di brani famosi della musica italiana e internazionale per il libro Prima la Musica scritto da Nicola Campogrande.